# Daredevil: Odrodzenie
Daredevil: Odrodzenie (ang. Daredevil: Born Again) – amerykański superbohaterski serial dramatyczny na podstawie postaci o pseudonimie Daredevil z komiksów wydawnictwa Marvel Comics. Showrunnerem serialu został Dario Scardapane. Tytułową rolę gra Charlie Cox, a obok niego w rolach głównych występują: Vincent D’Onofrio, Jon Bernthal, Deborah Ann Woll, Elden Henson, Wilson Bethel, Ajjelet Zurer i Margarita Levieva.
Daredevil: Odrodzenie jest częścią franczyzy Filmowego Uniwersum Marvela; należy do V Fazy tego uniwersum i stanowi część jej drugiego rozdziału zatytułowanego Saga Multiwersum. Jest to kontynuacja serialu Daredevil z lat 2015–2018, z którego Cox, D’Onofrio, Bernthal, Woll, Henson i Bethel powtarzają swoje role.

## Obsada
- Charlie Cox jako Matt Murdock / Daredevil, niewidomy prawnik, posiadający nadludzko wyczulone zmysły i umiejętności walki wręcz[1].
- Vincent D’Onofrio jako Wilson Fisk / Kingpin, wpływowy biznesmen, który kieruje zorganizowaną przestępczością w Nowym Jorku[1].
- Jon Bernthal jako Frank Castle / Punisher, mściciel, który walczy z przestępczością używając wszelkich do tego środków[2].
- Deborah Ann Woll jako Karen Page, była reporterka „New York Bulletin”, przyjaciłóka Murdocka i jego wspólniczka w kancelarii Nelson, Murdock & Page[3].
- Elden Henson jako Franklin „Foggy” Nelson, najlepszy przyjaciel Murdocka i jego wspólnik w kancelarii Nelson, Murdock & Page[3].
- Wilson Bethel jako Benjamin „Dex” Poindexter, agent FBI i psychopata, który potrafi wykorzystać prawie każdy przedmiot jako zabójcze narzędzie[4].
- Ajjelet Zurer jako Vanessa Mariana-Fisk, żona Wilsona Fiska[5].
- Margarita Levieva jako Heather Glenn[6][7].
- Michael Gandolfini(inne języki) jako Daniel Blade[8][7].
- Nikki M. James(inne języki) jako Kirsten McDuffie[9][7].
- Arty Froushan(inne języki) jako Buck Cashman[10][7].
- Genneya Walton(inne języki) jako BB Urich[7].
- Clark Johnson(inne języki) jako Cherry[11][7].
- Zabryna Guevara(inne języki) jako Sheila Rivera[7].
- Michael Gaston[12].
- Harris Yulin[13].

## Emisja
Daredevil: Odrodzenie początkowo miał zadebiutować w 2024 roku serwisie Disney+, jednak we wrześniu 2023 roku poinformowano, że jego premiera zostanie opóźniona. W październiku ujawniono, że pojawi się on w styczniu 2025 roku. W maju 2024 ogłoszono, że premiera nastąpi w marcu 2025, a w październiku ujawniono, że pierwsze dwa odcinki zadebiutują 4 marca 2025.

## Produkcja

### Rozwój projektu
W latach 2015–2018 Marvel Television i ABC Studios produkowało serial Daredevil z emisją w serwisie Netflix. Serial ten został anulowany po trzech sezonach w listopadzie 2018 roku. Ówczesny prezes Walt Disney Direct-to-Consumer and International, Kevin A. Mayer nie wykluczał kontynuacji serialu na Disney+ w przyszłości. Podobnie wypowiedział się Craig Erwich odpowiadający za produkcje oryginalne dla Hulu. Charlie Cox, który wcielał się w tytułowego bohatera był zaskoczony anulowaniem serialu oraz wyjawił, że zarówno on, jak i reszta obsady oraz ekipy pracującej przy serialu była podekscytowana planami na czwarty sezon. Cox wyraził chęć i nadzieję na ponowne wcielenie się w postać Matta Murdocka.
W czerwcu 2020 roku prezes Marvel Studios, Kevin Feige skontaktował się z Coxem w sprawie jego ponownego wcielenia się w postać w produkcjach Filmowego Uniwersum Marvela. Cox pojawił się w 2021 roku w filmie Spider-Man: Bez drogi do domu, natomiast Vincent D’Onofrio, który grał w serialu Wilsona Fiska / Kingpina, powtórzył rolę w serialu Hawkeye z tego samego roku. W marcu 2022 roku Daredevil wraz z innymi serialami z Sagi Defenders został przeniesiony z Netflixa do Disney+ po wygaśnięciu licencji i odzyskaniu praw przez The Walt Disney Company do tych produkcji.
W marcu 2022 roku Cox wypowiedział się na temat potencjalnej kontynuacji lub rebootu serialu. Wyobrażał sobie, że historia powinna być kontynuowana kilka lat po zakończeniu Daredevila. Stwierdził, że produkcja prawdopodobnie będzie musiała mieć niższą kategorię wiekową niż w przypadku Netflixa. W maju pojawiły się doniesienia, że Marvel Studios rozpoczęło pracę nad nowym serialem, a Matt Corman i Chris Ord zostali zatrudnieni na stanowisko głównych scenarzystów serialu i jego producentów wykonawczych. „The Hollywood Reporter” określił go jako nowy serial, ale i zarazem kontynuację Daredevila, natomiast „Deadline Hollywood” określił go mianem czwartego sezonu. W lipcu podczas San Diego Comic-Conu Feige oficjalnie zapowiedział serial Daredevil: Born Again z premierą w 2024 roku na Disney+. Ponadto ujawnił, że pierwszy sezon będzie liczył osiemnaście odcinków. Do pracy nad scenariuszem zostali zatrudnieni: Grainne Godfree, Jill Blankenship, Aisha Porter-Christie, David Feige, Devon Kliger, Thomas Wong i Zachary Reiter. W marcu 2023 roku poinformowano, że Michael Cuesta został zatrudniony jako jeden z reżyserów pracujących przy serialu. W maju do Cuesty dołączyli Jeffrey Nachmanoff i Clark Johnson.
Pod koniec września 2023 roku, po tym jak ukończono zjęcia do sześciu odcinków, Marvel Studios podjęło decyzję zmianach w podejściu do tworzenia serialu. Corman i Ord zostali zwolnieni ze stanowiska głównych scenarzystów, podobnie jak reżyserzy pozostałej części serii. Rozpoczęto poszukiwania nowych scenarzytów i reżyserów. Według doniesień „The Hollywood Reporter” kierownictwo studio przerzało dotychczaswoy materiał filmowy i nie byli zadowoleni z kierunków, w jaki Corman i Ord podeszli od serialu oraz że Born Again znacznie różnił się od wersji Netfliksa. Marvel Studios planowało zachować cześć nakręconych scen, ale jednocześnie zbliżyć się do tonu Daredevila z lat 2015–2018. Corman i Ord pozostali jedynie jako producenci wykonawczy. Studio również podjęło decyzję o zmianie podejścia do produkcji telewizyjnych, przyjmując model tradycyjnych showrunnerów, zamiast, jak miało to miejsc do tej pory, głównych scenarzystów. W październiku Dario Scardapane został zatrudniony na stanowisko showrunnera, który miał odpowiadać za scenariusze do pozostałych odcinków, ale również dopasować dotychczasowy materiał filmowy do serialu. Natomiast Justin Benson i Aaron Moorhead zostali zatrudnieni do wyreżyserowania serialu. W listopadzie Benson i Moorhead wyjawili, że przeglądają dotychczasowy materiał zdjęciowy oraz Daredevila produkowanego dla Netfliksa, by określić nowy kierunek. W styczniu 2024 roku Vincent D’Onofrio ujawnił, że Born Again będzie nowiązywał klimatem do serialu Netfliksa, jak i również kontynuował wątki z niego.
Producentami wykonawczymi obok Cormana, Orda i Scardapane’a zostali: Feige i Chris Gary.

### Casting
W lipcu 2022 roku poinformowano, że Charlie Cox jako Matt Murdock / Daredevil i Vincent D’Onofrio jako Wilson Fisk / Kingpin powrócą w swoich rolach z serialu Daredevil (2015–2018). W grudniu do obsady dołączyli: Michael Gandolfini, Margarita Levieva i Sandrine Holt. W styczniu 2023 roku poinformowano, że w serialu wystąpi Nikki M. James. W marcu 2023 roku ujawniono, że Jon Bernthal powtórzy swoją rolę Franka Castle’a / Punishera z seriali Sagi Defenders. Pojawiła się wtedy również informacja, że Deborah Ann Woll i Elden Henson raczej nie powrócą jako Karen Page i Foggy Nelson. W tym samym miesiącu ujawniono, że Holt zagra Vanessę Fisk, zastępując tym samym Ajjelet Zurer z oryginalnej obsady Daredevila. Ponadto do obsady dołączyli: Michael Gaston i Arty Froushan. W kwietniu i w maju ujawniono, że Harris Yulin i Clark Johnson zagrają w serialu.
We wrześniu wyjawiono, że Levieva, Gandolfini, James, Johnson i Froushan zagrają odpowiednio Heather Glenn, Daniela Blade’a, Kirsten McDuffie, Cherry’ego i Bucka Cashmana oraz ujawniono, że w serialu zagrają, Genneya Walton jako BB Urich i Zabryna Guevara jako Sheila Rivera. W styczniu 2024 roku, po zmianach ekipy produkcyjnej i scenariusza, poinformowano, że Woll, Henson i Wilson Bethel powrócą jako Karen Page, Foggy Nelson i Dex Poindexter. Ponadto potwierdzono, że po tych zmianach Levieva, Froushan, Holt, Gandolfini i James pozostali w obsadzie. Jednak po zmianach kreatywnych obecność Johnsona, Yulina, Gastona, Walton i Guevary nie została potwierdzona. W kwietniu ujawniono, że Zurer powróci jednak jako Vanessa Fisk, a Holt nie zagra w serialu.

### Zdjęcia
Zdjęcia do serialu rozpoczęły się 6 marca 2023 roku w Nowym Jorku pod roboczym tytułem Out the Kitchen. Zdjęcia realizowano między innymi w Yonkers, Harlemie, Williamsburgu, Civic Center i Silvercup Studios w Queens.
Na przełomie maja i czerwca produkcja na planie była zakłócana przez strajk scenarzystów w Stanach Zjednoczonych, a następnie wstrzymana, również przez strajk aktorów.
Zdjęcia zostały wznowione 22 stycznia 2024 roku. Ujawniono również, że zatrudniono Philipa Silverę jako koordynatora kaskaderów. Silvera pracował przy serialu Daredevil.